# Il Maligno
Il Maligno è un romanzo dell'autore italiano Bruno Fonzi del 1964, vincitore lo stesso anno del Premio Chianciano.

## Trama
Negli anni Trenta, le vite degli abitanti di un piccolo paese dell'Italia centrale sono turbate da quelle che sembrano manifestazioni della presenza del Maligno. Il principe che abita in un castello vicino al paese assieme alla sua parente Germana viene a sapere dal suo amministratore, il sor Tullio, che un giovane del luogo ha chiesto al Diavolo di sapere il responso della visita militare, e che la risposta del Maligno si è rivelata veritiera. Anche se il parroco del paese si fa beffe della cosa, Germana, che sta leggendo il romanzo di Georges Bernanos Sotto il sole di Satana, ne è scossa profondamente.
Un ulteriore fatto attribuito alla presenza del Diavolo è dato da colpi apparentemente senza un'origine visibile che si sentono nella casa della Bibiana, una donna emarginata che vi abita con la figlioletta Settimia, di padre ignoto. Per cercare di scacciare la presenza malefica il prete don Paolino si convince a benedire la casa; tuttavia, prima del rito, vi si ammassa una folla di curiosi. Anche i carabinieri di stanza in paese (un appuntato e due carabinieri semplici) vi si recano; la presenza, interrogata su quanti carabinieri e quanti armi siano presenti nella stanza, risponde rispettivamente tre e due: uno infatti era venuto disarmato per metterla alla prova. Ciò è causa di un grande sgomento tra tutti gli astanti.
Tullio, che da tempo nutre un interesse sentimentale per Germana, le si dichiara, ma la donna, che invece concupisce Lorenzo, il giovane norcino da poco arrivato in paese, lo respinge in malo modo. Germana, che dà lezioni di catechismo a Settimia per fare un'opera di carità, colpisce poi, involontariamente ma con violenza, la testa della bambina con lo sportello di un confessionale, uccidendola. Per nascondere il fattaccio, getta il corpo senza vita nel torrente che scorre vicino al castello e si presenta poi con noncuranza al principe e a don Paolino.

## Edizioni
- Bruno Fonzi, Il Maligno, collana I coralli, n. 197, Torino, Einaudi, 1964.
- Bruno Fonzi, Il Maligno, a cura di Massimo Raffaeli e Francesco Scarabicchi, collana Il mare in tasca, Ripatransone, Sestante, 1993, ISBN 8886114133.